# Fritt fall, Gröna Lund
Fritt Fall, ursprungligen Fritt Fall Power Tower, är en åkattraktion på Gröna Lund som skapades genom att man byggde om det tidigare utkikstornet. Passagerarna dras långsamt upp till 80 meters höjd, väntar några sekunder och släpps sedan ner och "faller fritt". Under fallet uppnås en maxhastighet av cirka 110 km/h. 2004 byggde man om en vagn och döpte den till Fritt Fall Tilt. I denna lutas man cirka 20 grader framåt innan nedsläppet. 
Den 23 juni 2007 stängdes Fritt Fall (och även tilt-versionen) av, då en olycka på en liknande attraktion vid Six Flags Parks i Kentucky, USA inträffat. En flicka fick sina ben avslitna på grund av en uthängande vajer. Tillverkaren av attraktionen i USA var samma som till Fritt Fall, varför Gröna Lund valde att tillfälligt stänga av attraktionen för att utföra extra kontrollbesiktningar av den. Fritt Fall öppnades igen den 29 juni efter att den klarat två oberoende besiktningar.

## Bilder

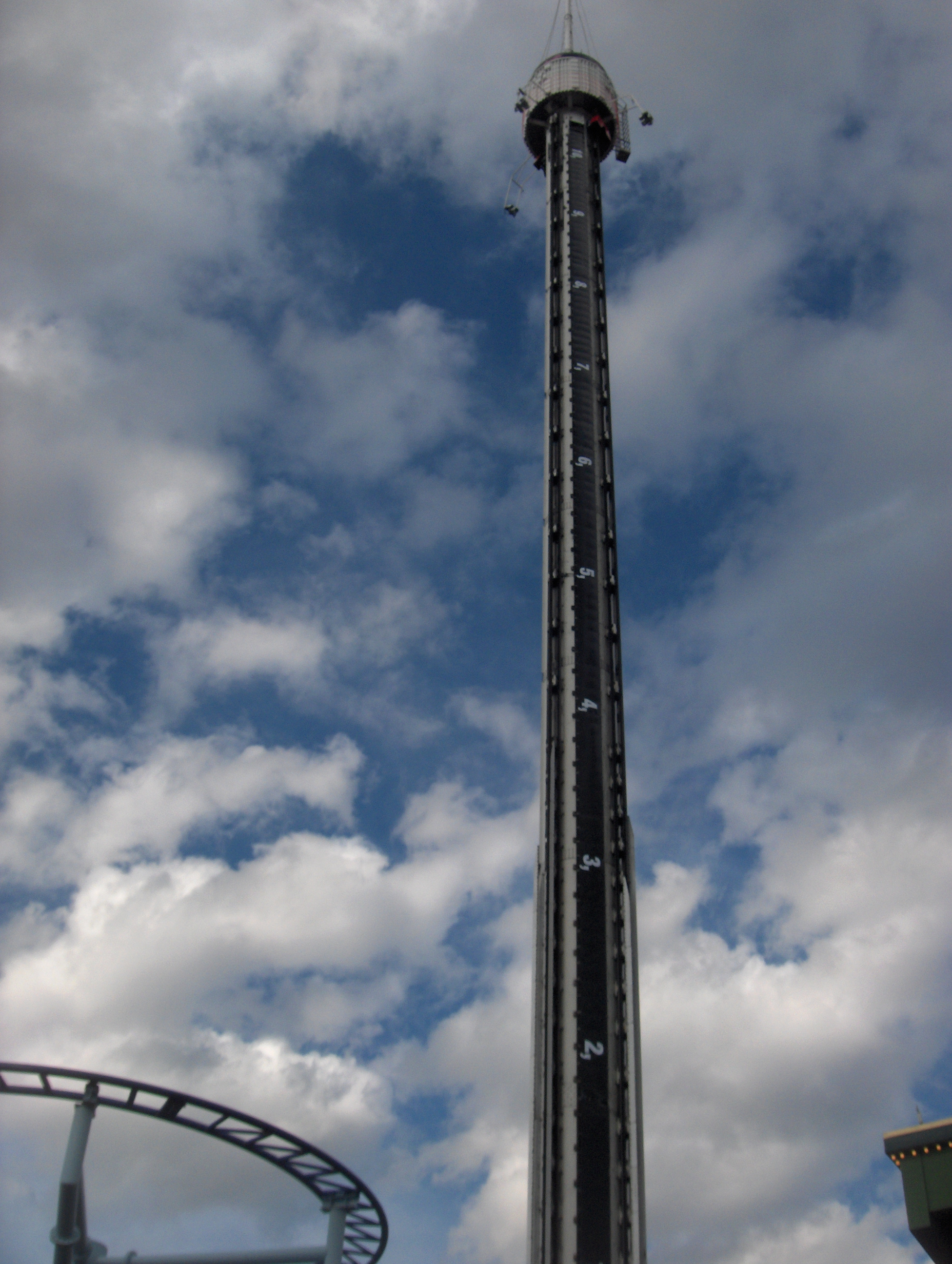
Fritt Fall, 2007.
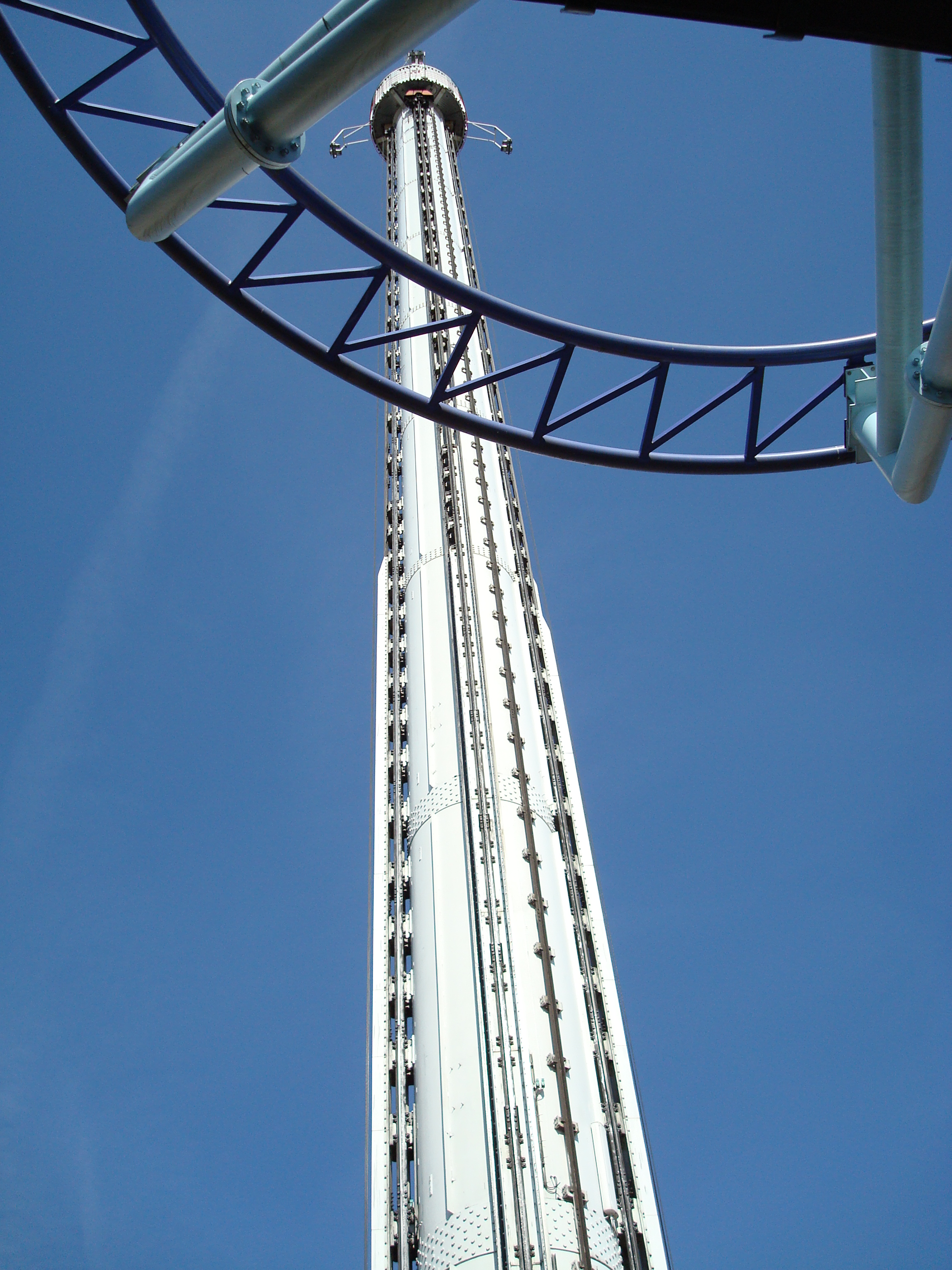
Fritt Fall, 2007.